# Jewgienij Rubinin

Jewgienij Rubinin

Jewgienij Władimirowicz Rubinin (ros. Евгений Владимирович Рубинин, ur. 1894, zm. 1981 w Moskwie) – radziecki dyplomata.

## Życiorys
Członek RKP(b), od 1920 pracownik Zarządu Pełnomocnictwa Ludowego Komisariatu Spraw Zagranicznych RFSRR w Turkiestańskiej ASRR, 1921-1924 pracownik aparatu Ludowego Komisariatu Spraw Zagranicznych RFSRR/ZSRR, od 1924 I sekretarz Pełnomocnego Przedstawicielstwa (Ambasady) ZSRR kolejno w Danii, Włoszech i Turcji. Od 1928 pomocnik kierownika, później do 1935 kierownik Wydziału III Zachodniego Ludowego Komisariatu Spraw Zagranicznych ZSRR, od 2 listopada 1935 do 15 lipca 1940 ambasador ZSRR w Belgii, równocześnie od 21 września 1936 do 15 lipca 1940 ambasador ZSRR w Luksemburgu, 1941-1954 wykładowca w Wyższej Szkole Dyplomatycznej Ludowego Komisariatu/Ministerstwa Spraw Zagranicznych ZSRR.